# Соловьовка
Соловьовка (на руски: Соловьёвка) е село в Облученски район на Еврейската автономна област в Русия. Влиза в състава на Облученското градско селище.

## География
Намира се по горното течение на река Хинган; на автомобилния път, съединяващ селището Хинганск с град Облучие.
Разстоянието до районния център, град Облучие, около 9 км; а до Хинганск – около 10 км.